# Wen Jia (Tischtennisspielerin)
Wen Jia (* 28. Februar 1989 in Jiangsu) ist eine chinesische Tischtennisspielerin. Sie ist Linkshänderin und verwendet den europäischen Shakehand-Stil. Wen ist mehrfache Vize-Meisterin auf der World Tour.
Sie wurde 2008 bei den Jugend-Weltmeisterschaften Zweite. International nahm sie mehrmals an internationalen World-Tour-Turnieren teil, dabei kam sie unter anderem bei den Hungarian Open 2017 und den Czech Open 2018 ins Finale.

## Turnierergebnisse
Nennung von Ergebnissen (Auszug):
| Verband | Veranstaltung            | Jahr | Ort       | Land | Einzel        | Doppel     | Mixed | Team |
| ------- | ------------------------ | ---- | --------- | ---- | ------------- | ---------- | ----- | ---- |
| CHN     | Weltmeisterschaft        | 2013 | Paris     | FRA  | letzte 32     | letzte 32  |       |      |
| CHN     | Jugend-Weltmeisterschaft | 2008 | Madrid    | ESP  | Silber        | Gold       | Gold  | Gold |
| CHN     | ITTF World Tour          | 2018 | Olmütz    | CZE  | Silber        |            |       |      |
| CHN     | ITTF World Tour          | 2017 | Budapest  | HUN  | Silber        |            |       |      |
| CHN     | ITTF World Tour          | 2017 | Magdeburg | GER  | letzte 16     |            |       |      |
| CHN     | ITTF World Tour          | 2016 | Incheon   | KOR  | Viertelfinale | Halbfinale |       |      |
| CHN     | ITTF World Tour          | 2013 | Kōbe      | JPN  | Gold          |            |       |      |

## Titel und Erfolge im Überblick
- Silber bei den Czech Open 2018 im Einzel
- Silber bei den Hungarian Open 2017 im Einzel
- Gold bei den Jugend-Weltmeisterschaften im Doppel, Mixed und mit der Mannschaft; Silber im Einzel
- Gold bei den Japan Open 2013 im Einzel

## Spielstil
Wen Jia wird als Spielerin mit variablen und guten Aufschlägen beschrieben.